# Life in the Streets
A Life in the Streets, Prince Ital Joe & Marky Mark első stúdiólemeze.

## Számlista
1. "Life in the Streets Intro" - 1:43
2. "United"- 4:02
3. "Rastaman Vibration"- 3:35
4. "Happy People"- 3:58
5. "To Be Important"- 3:54
6. "In Love"- 3:40
7. "Babylon"- 3:54
8. "Love of a Mother"- 3:38
9. "Into the Light"- 3:56
10. "In the 90's"- 3:16
11. "Prankster"- 5:02
12. "Life in the Streets"- 3:44

## Közreműködők
- Dalszöveg: Alex Christensen (dalok: 1, 2, 4, 6, 7, 9, 12), Frank Peterson (dalok: 1, 2, 4, 7, 9, 12), Prince Ital Joe, Mark Wahlberg
- Zene: Alex Christensen (dalok: 1 to 5, 10, 12), Frank Peterson (dalok: 1 - 5, 7, 9, 10, 12)
- Előadó (Összes hangszer): Frank Peterson (dalok: 1-7, 9, 10, 12)
- Gitár: Thomas Schwarz
- Producer: Alex Christensen (dalok: 1-7, 9, 10, 12), Frank Peterson (dalok: 1-7, 9, 10, 12)
- Szóló Vokál: Bridget Fogle, Linda Fields, Melina Bruhn
- Közös vokál: Betsy Miller, Jane Commerford, Kelvyn Hallifax, The London Gospel Community Choir, Penny Lane, Reggie Montgomery, Sandra Blake, Sophie St Claire
- Fotók: Paul Cox